# George Bingham (5e comte de Lucan)
Pour les articles homonymes, voir George Bingham et Bingham.
George Charles Bingham (13 décembre 1860 - 20 avril 1949) est un militaire britannique et un homme politique conservateur. De 1920 à 1928, il est l'un des aides de camp de George V.

## Biographie
Il est le fils de George Bingham (4e comte de Lucan), et de Cecilia Catherine Gordon-Lennox. Il fait ses études à Harrow et plus tard à Sandhurst.
Il entre à la brigade de fusiliers en 1881. Il participe à l'expédition Bechuanaland (1884-1885) et reçoit l'Ordre du Nil 3e classe. Il prend sa première retraite avec le grade de capitaine en 1896. En 1900, il rejoint le 1st London Rifle Volunteers (armée territoriale) en tant que major, atteignant le grade de colonel. Il combat pendant la Première Guerre mondiale, où il est mentionné dans des dépêches. Il reçoit l'Ordre de St. Stanislas de Russie. Il obtient le grade de brigadier-général honoraire en 1917 et de lieutenant-colonel en 1923.

## Carrière politique
Il est pendant 18 mois député de la circonscription de Chertsey dans le Surrey. Il est candidat conservateur à une élection partielle le 7 juillet 1904 et est battu aux élections générales de 1906 au Royaume-Uni par le candidat libéral. En août 1914, il est élu pair représentant irlandais, ce qui lui permet de siéger à la Chambre des lords. Il sert sous David Lloyd George, Andrew Bonar Law et Stanley Baldwin comme Lord-in-waiting (whip du gouvernement à la Chambre des lords) de 1920 à 1924 et sous Baldwin de 1924 à 1929. La dernière année, il est nommé capitaine de l'honorable Corps des messieurs d'armes, poste qu'il occupe jusqu'à la chute du gouvernement plus tard cette année-là et de nouveau dans le gouvernement national de 1931 à 1940.
Il est nommé Compagnon de l'Ordre du Bain (CB) en 1919 et Knight Commander de l'ordre de l'Empire britannique (KBE) dans la liste des honneurs civils de 1920.
Lucan est nommé haut shérif de Mayo pour 1902–1903. Plus tard, il occupe à vie la fonction de lieutenant adjoint (DL) du comté de Mayo, à laquelle s'ajoute pour lui celle de Middlesex; des postes honorifiques. Il est juge de paix dans les tribunaux de première instance de Middlesex.
Il reçoit la décoration territoriale (TD) en 1920. Il est Lord-in-Waiting entre 1920 et janvier 1924 puis de décembre 1924 à 1929; servant spécifiquement d'aide de camp au roi George V de 1920 à 1928. Il est créé baron Bingham, de Melcombe Bingham, dans le comté de Dorset le 26 juin 1934, lui droit de siéger à la Chambre des lords. Son fils après avoir hérité du titre est un pair travailliste.
Il est décédé alors qu'il séjourne à l'hôtel Cavendish, à Eastbourne, résidant habituellement au 19 Orchard Court, Portman Square en 1949. 

## Famille
En 1896, Lucan épouse Violet Sylvia Blanche Spender Clay, fille de Joseph Spender Clay et Elizabeth Sydney Garrett, avec qui il a quatre enfants:
- George Bingham (6e comte de Lucan) (24 novembre 1898-21 janvier 1964)
- Barbara Violet Bingham (17 août 1902 - 17 décembre 1963), qui épouse John Bevan (officier) (en)
- John Edward Bingham (29 février 1904 - 1992)
- Margaret Bingham (16 septembre 1905 - 17 août 1977) épouse le maréchal Harold Alexander, fils de James Alexander (4e comte de Caledon) (en)

## Domaines fonciers

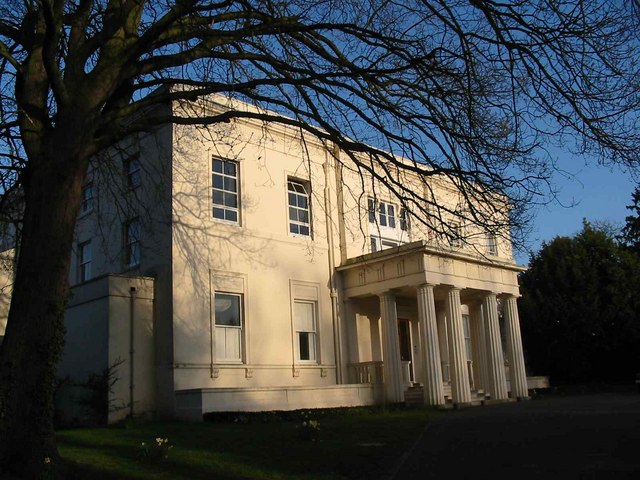
Laleham House vendu par Lucan en 1922, plus tard connu sous le nom de Laleham Abbey, forme neuf appartements près de Laleham Park à Laleham.

En 1922, Lucan vend la maison de sa famille depuis 1803, Laleham House et la plupart de ses terres restantes; l'acquéreur de la maison est l'Église catholique. Lucan avait plus tôt élargi le don de terre de son père qui a formé Laleham Park pour la communauté  . La maison est légèrement restaurée à la fin du 20e siècle et transformée en 9 appartements indépendants.